# Luis Molowny
Luis Molowny Arbelo (Santa Cruz de Tenerife, 12 de mayo de 1925-Las Palmas de Gran Canaria, 12 de febrero de 2010) fue un futbolista y entrenador español con ascendencia irlandesa.
Fue jugador del Real Madrid C. F. y de la selección española. Posteriormente, fue entrenador de la Unión Deportiva Las Palmas, del Real Madrid y de la selección española, consiguiendo un gran palmarés. Al final de su carrera, trabajó como director deportivo del Real Madrid, hasta que en 1990 se retiró definitivamente.

## Inicios como futbolista
A los quince años aspira a realizar pruebas con el Club Deportivo Tenerife, el cual había realizado una convocatoria abierta. A pesar de su solicitud, ni siquiera fue convocado para realizar la prueba. Pese a ese revés, asistió el día señalado y se situó tras la portería con el fin de devolver los balones que abandonaban la cancha por la mala puntería de los jugadores; su manera hábil de devolver los balones, hicieron que los técnicos lo llamasen a realizar el examen; fue seleccionado luego.
Ficha entonces por el Club Santa Cruz, de la primera división regional; se vio marginado de disputar partidos oficiales puesto que la edad mínima para hacerlo era de 18 años, por lo que se limitó a jugar amistosos.
Posteriormente ficha por el Marino F. C. de Las Palmas de Gran Canaria, con el cual se proclama campeón de Canarias. Tras dicho título el Club Atlético de Madrid buscó ficharle, pero no llegaron a ningún acuerdo y el traspaso se frustró.

## Etapa como jugador

### Con sus clubes
Fue el F. C. Barcelona quien envió a su representante por barco para que negociase el fichaje de Luis. Santiago Bernabéu tomó un viaje a Barcelona en esas fechas y se bajó en Reus para comprar el periódico. Adquirió un ejemplar de La Vanguardia, donde se enteró de las acciones tomadas por el club catalán. Buscó un teléfono y ordenó al secretario técnico del club, Jacinto Quincoces, que tomase un avión para negociar el fichaje, ganando así la partida al enviado culé. Por motivo de la visita del emisario madrileño, se organizó un partido para que Molowny mostrase sus dotes técnicas; sin embargo, Quincoces no quedó convencido del rendimiento del jugador y reportó a Bernabéu la condición insatisfactoria. El presidente del Real Madrid ordenó la contratación con las palabras «tú fíchale y déjate de hostias, ya hablaremos», pese a las referencias que había recibido; el fichaje costó alrededor de 250 000 pesetas. Cuando el emisario catalán llegó a la isla, se encontró con la noticia por escrito:

Las gestiones realizadas por Quincoces en relación con la adquisición del jugador Molowny para el Real Madrid han tenido pleno éxito y el traspaso ha quedado firmado. Molowny marchará a la capital de España tan pronto resuelva su situación militar. El Real Madrid se compromete a jugar cinco partidos en Canarias
Agencia Alfil de noticias, 20 de junio de 1946

Fue inscrito como jugador del Real Madrid en la temporada 1946-47 con un sueldo de tres mil pesetas mensuales, debutó en el Estadio Metropolitano frente al F. C. Barcelona. En dicho partido, Luis marcó de cabeza a ocho minutos del final, rompiendo el empate y propiciando la victoria del equipo capitalino.
Jugó en el Real Madrid once temporadas junto a jugadores como Alfredo Di Stéfano, Paco Gento y Raymond Kopa. Ganó diversos títulos y se retiró del equipo gozando del aprecio de los seguidores del Real Madrid. Jugó un año más en Las Palmas, donde se retiró definitivamente del fútbol en activo.

### Con la selección española
Jugó con la selección nacional de España en siete ocasiones; debutó frente a Portugal en Madrid, donde España ganó por marcador de 5-1, habiendo marcado Molowny en ese partido, su único gol con el equipo nacional. Participó en la Copa Mundial de 1950, en Brasil, donde España consiguió el cuarto lugar, siendo su mejor participación en las copas mundiales, hasta el título conseguido en Sudáfrica 2010.

## Etapa como entrenador
Una vez retirado como futbolista, pasó a ocupar el cargo de director técnico en la Unión Deportiva las Palmas, donde se desempeñó con la licencia de Hilario Marrero puesto que carecía de una propia. En 1960 es asignado a la dirección técnica de las divisiones inferiores de UD Las Palmas, donde consigue proclamarse Campeón de España de Juveniles. En 1967 vuelve a dirigir la primera plantilla del club, logrando que esta se mantenga en primera división. Presentó su dimisión en 1970, tras hacer subcampeón al equipo. En 1969 entrenó a la Selección Nacional de España, con la cual disputó cuatro encuentros; ganó dos, empató uno y perdió uno.

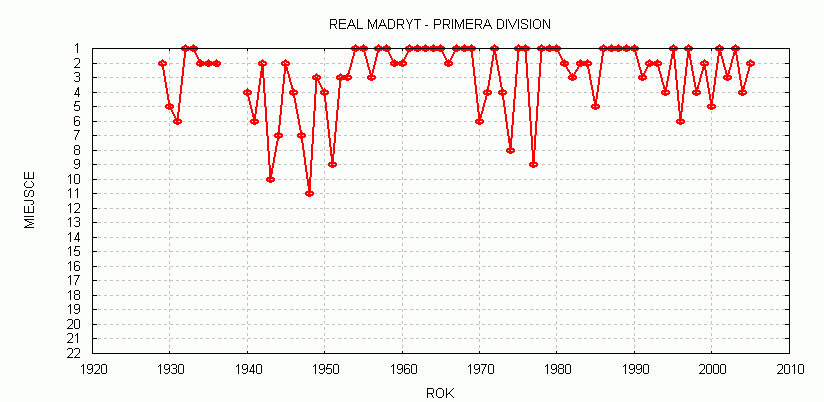
Evolución del Real Madrid en la Liga Española; Luis Molowny dirigió al equipo en los años 1974, 1977, 1978, 1979, 1982, 1985 y 1986.

En enero de 1974, llegó a sustituir como técnico del Real Madrid C. F. a Miguel Muñoz, su gestión duró cinco meses; disputó dieciséis partidos, de los cuales ganó la mitad y perdió otro tanto igual; el mayor logro conseguido en esta etapa fue ganar el título de Copa. Fue sustituido por Miljan Miljanić.
Volvió en septiembre de 1977 tras el cese de Miljanić, consiguiendo una Liga de España. Entrenó al equipo hasta junio de 1979; habiendo disputado sesenta y siete partidos, de los cuales ganó treinta y ocho, empató dieciocho y perdió once. Fue sustituido por Vujadin Boškov, quien en marzo de 1982 le entregó la dirección técnica del equipo a Molowny, durando este en el cargo dos meses, en los cuales disputó cuatro partidos, de los cuales ganó dos, empató uno y perdió uno. Fue sustituido por Alfredo Di Stéfano.
En abril de 1985, tras la dimisión de Amancio Amaro, Molowny volvió a hacerse cargo del equipo, ganando veintiséis encuentros, empatando cuatro y perdiendo cinco, conquistando además la Copa de la UEFA. Su gestión acabó en abril de 1986, cuando fue sustituido por Leo Beenhakker. Esta sería su última participación como entrenador de la entidad madridista, despidiéndose con un título de liga y una Copa  de la UEFA en esa temporada.
A partir de ahí, se desempeñó como director deportivo del Real Madrid. Su retiro definitivo se produjo en 1990, cuando decidió irse a residir en la isla de Gran Canaria.

## Clubes

### Como jugador
| Club              | País   | Año       |
| ----------------- | ------ | --------- |
| C. D. Vera        | España |           |
| Santa Cruz C. F.  | España | 1942-1943 |
| Marino Las Palmas | España | 1943-1946 |
| Real Madrid C. F. | España | 1946-1957 |
| U. D. Las Palmas  | España | 1957-1958 |

### Como entrenador
| Club                | País   | Año                              |
| ------------------- | ------ | -------------------------------- |
| U. D. Las Palmas    | España | 1958, 1960, 1967-1970            |
| Selección de España | España | 1969                             |
| Real Madrid C. F.   | España | 1974, 1977-1979, 1982, 1985-1986 |

## Palmarés y distinciones
En 2001, con motivo del partido de visita del Real Madrid al equipo de Las Palmas, el presidente madridista, Florentino Pérez, impuso a Molowny la Insignia de Oro y Brillantes del Real Madrid, agradeciendo todos los servicios que prestó al Club. En el acto estuvo presente su excompañero y amigo Alfredo Di Stéfano.

### Como jugador

#### Títulos nacionales
| Título              | Club              | Año     |
| ------------------- | ----------------- | ------- |
| Campeonato Regional | Marino F. C.      | 1944-45 |
| Campeonato Regional | Marino F. C.      | 1945-46 |
| Copa                | Real Madrid C. F. | 1947    |
| Supercopa           | Real Madrid C. F. | 1947    |
| Campeonato de Liga  | Real Madrid C. F. | 1954    |
| Campeonato de Liga  | Real Madrid C. F. | 1955    |
| Campeonato de Liga  | Real Madrid C. F. | 1957    |

#### Títulos internacionales
| Título                 | Club              | Año  |
| ---------------------- | ----------------- | ---- |
| Pequeña Copa del Mundo | Real Madrid C. F. | 1952 |
| Pequeña Copa del Mundo | Real Madrid C. F. | 1956 |
| Copa Latina            | Real Madrid C. F. | 1955 |
| Copa Latina            | Real Madrid C. F. | 1957 |
| Copa de Europa         | Real Madrid C. F. | 1956 |
| Copa de Europa         | Real Madrid C. F. | 1957 |

### Como entrenador

#### Títulos nacionales
| Título                     | Club                      | País   | Año     |
| -------------------------- | ------------------------- | ------ | ------- |
| Campeonato de Juveniles    | Real Madrid C. F. Juvenil | España |         |
| Copa de España             | Real Madrid C. F.         | España | 1973-74 |
| Copa de España             | Real Madrid C. F.         | España | 1981-82 |
| Copa de la Liga de España  | Real Madrid C. F.         | España | 1985    |
| Primera División de España | Real Madrid C. F.         | España | 1977-78 |
| Primera División de España | Real Madrid C. F.         | España | 1978-79 |
| Primera División de España | Real Madrid C. F.         | España | 1985-86 |

#### Títulos internacionales
| Título          | Club              | Sede          | Año     |
| --------------- | ----------------- | ------------- | ------- |
| Copa de la UEFA | Real Madrid C. F. | Unión Europea | 1984-85 |
| Copa de la UEFA | Real Madrid C. F. | Unión Europea | 1985-86 |